# Département de la Marine des États-Unis
United States Department of the Navy
Le département de la Marine des États-Unis (en anglais : United States Department of the Navy) a été créé par une  loi du Congrès le 30 avril 1798, pour fournir un soutien administratif et technique ainsi qu'un commandement civil à la Marine américaine et au Corps des Marines des États-Unis. La garde côtière des États-Unis dépend elle en temps de paix du département de la Sécurité intérieure mais peut être placée sous le contrôle du département de la Marine à tout moment par le président des États-Unis, ou en temps de guerre par le Congrès. Le département de la Marine est dirigé par le secrétaire à la Marine, aussi connu sous l'acronyme SECNAV dans le jargon naval. Il est assisté par un secrétaire adjoint à la Marine. Le secrétaire à la Marine était membre du Cabinet présidentiel, ainsi que le secrétaire à la Guerre qui lui avait la charge de l'US Army, jusqu'en 1947 quand l'Établissement militaire national fut créé.  Cet établissement fut plus tard renommé département de la Défense (DOD) en 1949. Le département de la Marine devint alors une composante du DOD.
Le département de Marine consiste en des postes exécutifs principalement situés au Pentagone et dans l'adjacente Navy Annex. Il est responsable du recrutement du personnel militaire et civil, de l'organisation  de l'approvisionnement, de l'équipement, de l'entraînement, de la mobilisation et démobilisation dans la Marine et dans le Corps des Marines. Le département supervise aussi la construction, l'équipement et la réparation des navires et de leurs aéronefs, des bases navales et de leurs différentes installations.
Le département comprend deux services militaires, aussi appelé services à la mer (sea services), l'US Navy et le Corps des Marines.
Le plus haut poste militaire dans le département est le chef des opérations navales (Chief of Naval Operations) et le commandant du Corps des Marines (Commandant of the Marine Corps) qui sont les principaux conseillers du président et du SECNAV. Ils dirigent leur branche militaire respective et sont membres du Comité des chefs d’États-majors interarmes (Joint Chiefs of Staff).

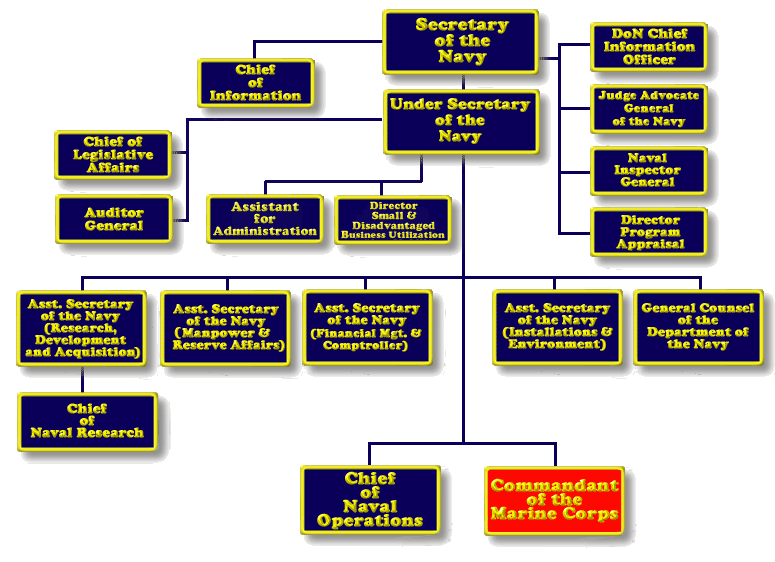
Organisation du département de la Marine en 2006